# Raymond Gosling

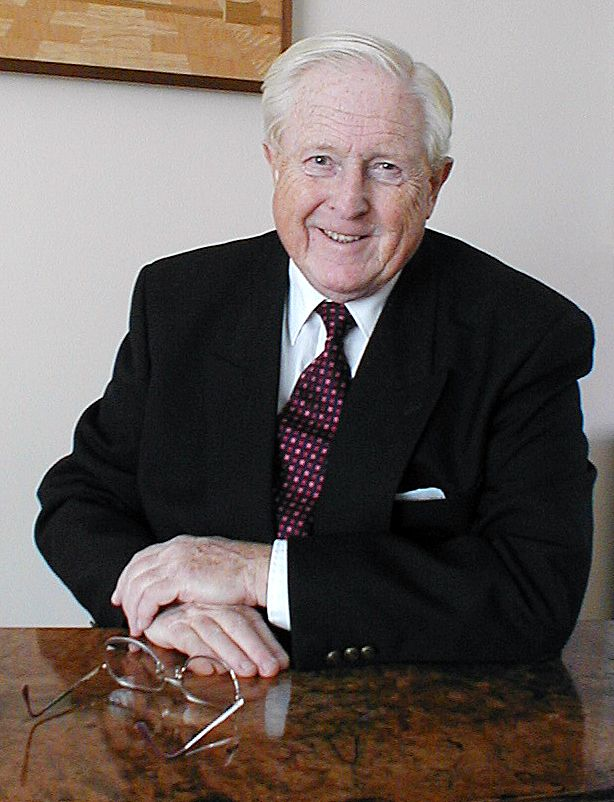
Raymond Gosling (2006)

Raymond Gosling (* 15. Juli 1926 in Wembley; † 18. Mai 2015 in London) war ein britischer Physiker, der als Doktorand der Röntgenkristallographin Rosalind Franklin zusammen mit ihr in einem Artikel in der Fachzeitschrift Nature 1953 das erste hochwertige Laue-Diagramm der DNA veröffentlichte. Er war die oftmals übersehene fünfte Person in der Geschichte der Entdeckung der Doppelhelix-Struktur der DNA. Üblicherweise werden die Namen von James Watson, Francis Crick und Maurice Wilkins genannt, die gemeinsam 1962 den Nobelpreis für Physiologie und Medizin erhielten, obwohl Franklin und Gosling das grundlegende Foto 51 durch Röntgenbeugung erzeugt und damit mathematisch den Faserkippwinkel β berechnet hatten – Daten, auf deren Basis Watson und Crick später ihr DNA-Modell anfertigten.

## Leben

### Studium und Mitarbeiter des Laboratoriums des KCL
Gosling, Sohn eines Künstlers und Möbeltischlers sowie einer Opernsängerin, begann nach dem Besuch der Preston Manor-Grammar School ein Physikstudium am University College London (UCL), das er 1947 abschloss. Ursprünglich beabsichtigte er dort sein postgraduales Studium fortzusetzen, wechselte dann aber zum King’s College London, an dem John Turton Randall die Charles-Wheatstone-Professur für Physik übernommen hatte. Dieser begann mit der Entwicklung neuer Lehrmethoden, die die Zusammenarbeit unterschiedlicher Fachrichtungen förderte, die von anderen Hochschulmitarbeitern spöttisch als Randall’s Circus genannt wurden. Randall war jedoch der Ansicht, dass Gosling vor einer Mitarbeit in seinem Forschungsteam seine Kenntnisse in Biologie und Zoologie ausweiten müsste. Nach entsprechenden Abendstudien und einer Tätigkeit als Gastphysiker arbeitete er zusammen mit Maurice Wilkins an der Röntgenbeugung zur Analyse von DNA-Proben.
Gosling war 1950 zunächst Student bei Maurice Wilkins. Wilkins hatte aber wenig Erfahrung mit Röntgenstrukturanalyse und Gosling wurde Doktorand der Röntgenkristallographin Rosalind Franklin. Franklin hatte für ihre Röntgenstrukturanalyse eine modifizierte Form der DNA entwickelt, die exaktere Aufnahmen und Analysen ermöglichte. Das bahnbrechende Foto 51 wurde im Mai 1952 unter ihrer Leitung von Gosling aufgenommen und daher Franklin zugeschrieben. Als Crick und Watson ihren berühmten Artikel in der Ausgabe der Zeitschrift Nature vom 23. April 1953 die DNA-Struktur beschrieben, würdigten sie weder die Arbeit von Franklin und Gosling am King’s College, noch gaben sie zu, dass deren Daten die Grundlage der Modellierung gebildet hatten. Weitere Artikel der Ausgabe stammte von Wilkins, Alex Stokes und Herbert Wilson, sowie von Franklin und Gosling, die über die Röntgenbeugung mit dem Foto 51 berichteten.
Wilkins hatte bei einem Vortrag von dem Schweizer Charles Signer eine Probe reiner DNA erhalten, die ihren eigenen Proben in der Qualität überlegen war. Die ersten Versuche zur Fotografie von DNA, die von Wilkins durch die Umwicklung von Fasern um eine Papierklammer vorbereitet wurden, die durch kleine Klebstofftropfen fixiert waren, erwiesen sich jedoch als unbefriedigend. Der Laborchef Randall war über den Misserfolg amüsiert und wies darauf hin, dass Luft eine zu ähnliche Zusammensetzung hatte wie die zu untersuchende DNA und so Störungen verursachte. In einem Versuch, die Kamera luftdicht zu halten, so dass die DNA in einer Atmosphäre von reinem Wasserstoff fotografiert werden konnte, experimentierte Gosling mit einer Reihe von Dichtungsmitteln. Allerdings konnte er keine Möglichkeit finden, um mit der schweren Messing-Kollimatorröhre zu arbeiten. Als er Wilkins aufzeigte, wie weit er gekommen war, war er überrascht und beunruhigt, als ihm Wilkins, ein eher schüchterner Mann, ein Kondom der Marke Durex gab und sagte: „Hier, kleiner Raymond, stülpe dies um dem Kollimator“ (‚Here, little Raymond, put this round the collimator‘).
Das Kondom erfüllte die Voraussetzungen. Außerdem musste der Wasserstoff durch Wasser geleitet werden, um die Gefahr einer Explosion in dem unterirdisch befindlichen Labor zu verhindern. Er nahm so Feuchtigkeit auf und Gosling hatte Glück, dass die Luftfeuchtigkeit mit 92 Prozent gerade richtig war, dass die die Luftfeuchtigkeit absorbierten DNA-Fasern unerwarteter Weise kristallisierten. Es war ihm möglich war, die Aufnahme zu produzieren, die die verräterischen Diffraktionsstellen erscheinen ließ, die James Watson so begeisterten. Gosling erinnerte sich wie folgt daran: „Ich kann mich lebendig an die Aufregung erinnern, als ich diese Sache WIlkins zeigte und seinen Sherry aus seinem Glas trank … in einem Schluck“ (‚I can still remember vividly the excitement of showing this thing to Wilkins and drinking his sherry by the glass… by the gulpful‘).

### Entdeckung der Doppelhelix-Struktur der DNA
Gosling wurde oftmals als fünfte Person in der Geschichte der Entdeckung der Doppelhelix-Struktur der DNA übersehen. Lange Zeit waren nur die Namen von James Watson, Francis Crick und Maurice Wilkins damit verbunden, da die drei für die Entdeckung 1962 den Medizin-Nobelpreis erhielten, wohingegen zwei andere Forscher die grundlegenden Daten erarbeiteten, die Crick und Watson benötigten, um das Gesamtbild der Entdeckung zu fertigen.
Gosling war zurückhaltend und drückte niemals eine Enttäuschung darüber aus, dass seine Rolle bei der Entdeckung der Doppelhelix-Struktur übersehen wurde und lenkte jede Anerkennung auf John Turton Randall, den Leiter des Laboratoriums des King’s College.
Posthum richtete sich die Aufmerksamkeit auch auf die früh verstorbene Biochemikerin Rosalind Franklin, einer hervorragenden Röntgenkristallographin am King’s College London, die unter Wilkins und Watsons Chauvinismus litt und mittlerweile als Paradebeispiel für die Diskriminierung von Frauen in der Wissenschaft gilt. Es waren ihre Fähigkeiten, die gemeinsam mit ihrem Doktoranden Gosling zum Foto 51 führten, jenem berühmten Laue-Diagramm, anhand dessen Watson und Crick ihr Modell der Doppelhelix anfertigten.

### Spannungen zwischen den Forschern und Rolle Goslings
Gosling war unbeteiligt an den Spannungen zwischen Maurice Wilkins und Rosalind Franklin, er erinnerte sich später: „Randall hat Rosalind geschrieben, dass sie die kristallografische Röntgenarbeit am DNA-Material leiten solle, aber ich habe davon nicht gewußt.“ (‚Randall actually wrote to Rosalind saying that she would be asked to direct the X-ray crystallographic work on the DNA material, and I didn’t know that he’d done that‘).
Trotz Interventionen durch Randall konnte Wilkins nie einen angemessenen Umgang mit der ihm gleichgestellten Franklin finden, weshalb Randall 1951 Gosling aus dem Team von Wilkins abzog, um ihn Franklin zuzuweisen. Gosling nahm an, dass die Spannungen zwischen den beiden Wissenschaftlern auch durch Randalls Zutun entstanden seien: „Er dachte, es würde sie wettbewerbsfähiger machen und ihre Arbeit verbessern“ (‚He thought it would make them competitive and improve their work‘).
Gosling fand sich in der Mitte zwischen den beiden gefangen: „Es war schrecklich, schrecklich. Ich verbrachte mein Leben damit, von einem zur anderen zu gehen, Botschaften zu übergeben, versuchte den Friedensstifter zu spielen“ (‘It was terrible, terrible,’ he recalled. ‘I spent my life going from one to the other, giving messages, trying to play the peacemaker’). Der zweijährige Konflikt endete 1953 damit, dass Randall Franklin riet, besser zu gehen, obwohl ihre DNA-Arbeit noch nicht abgeschlossen war. Für ihre anschließenden röntgenkristallografischen Forschungen am Birkbeck College der Universität London untersagte er ihr zudem, weiterhin die DNA zu untersuchen.

### Promotion zum Ph.D. und Hochschullehrer
Aufgrund seiner Verbundenheit zu ihr verfasste Gosling seine Dissertation zum Erwerb des Doctor of Philosophy (Ph.D.) nicht am King’s College London, sondern bei Rosalind Franklin. Er hoffte, anschließend seine DNA-Forschungen fortsetzen zu können und war überzeugt davon, dass es rund ein Jahr dauern werde, bis Wissenschaftlern der Durchbruch gelingen würde, Wege zu finden, um Krebs zu heilen. Diese Hoffnung erwies sich jedoch als falsch und er selbst widmete sich anderen Themen.
Nach seiner Promotion wurde Gosling zunächst Lecturer für Physik am Queen’s College der University of Oxford, danach an der University of St Andrews sowie später an der University of the West Indies.
Nach seiner Rückkehr nach Großbritannien wurde er 1967 Lecturer an dem als medizinische Fakultät zum King’s College London gehörenden Guy’s Hospital und entwickelte dort Geräte zur Erforschung und Diagnose von Arteriosklerose. 1984 übernahm er schließlich eine Professur für Medizinische Physik am Guy’s Hospital.